# Maybach 57 és 62
A Maybach a Daimler-Benz autógyár által megvásárolt Maybach védjeggyel ellátott gépkocsitípus. Az 57 és 62 jelű modellek  luxuslimuzinok.  A típus a 2002-es genfi autószalonon mutatkozott be.

## Története
Miután a brit Vickers eladásra kínálta az angol Rolls-Royce és Bentley védjegyeket, a DaimlerChrysler cég kísérletet tett a vásárlásra, azonban a két védjegyet a német Volkswagen és a BMW cégek szerezték meg. Mivel a DaimlerChrysler cég érdekelt volt egy luxusautó-típus forgalmazásában, így a patinás német Maybach márkanév feltámasztása mellett döntöttek.

## A Maybach modellek
Mindkét modell az ultraluxus kategóriába tartozik, a jelenlegi Rolls-Royce Phantom és a Bentley Arnage modellek ellenfelei. Az 57 és a 62 számok az egyes modellek hosszát jelölik deciméterben. Az 57-es rövidebb tengelytávú változatot saját használatra tervezték, míg a 62-es sofőrös limuzinként teljesíthet szolgálatot. Mindkét típus rendelkezik S-változattal, amely erősebb motort és sportosabb optikai kiegészítőket kapott.
Az alapváltozatok a Mercedes által szállított 5,5 literes, duplaturbós V12-es erőforrással rendelkeznek, míg az S jelű modellváltozatok az AMG cég által tuningolt, erősebb motort kapták, melynek teljesítménye az alapváltozat 550 lóereje helyett már 604 lóerő, nyomatéka pedig eléri az 1000 newtonmétert. Ezekkel az értékekkel az 57 S 5 másodperc alatt gyorsul 100 km/h-ra, ami két tized másodperccel kisebb, mint a sima 57 hasonló értéke, illetve az S változatok végsebessége is 270 km/h, az alap 250-nel szemben. A Mercedes modellekre szakosodott, bottropi székhelyű Brabus tuningcég is készített egy sportosabb változatot az 57-es modellből, amely a motorelektronika átprogramozásával már képes elérni a 300 km/h-s sebességet is.

## Képek

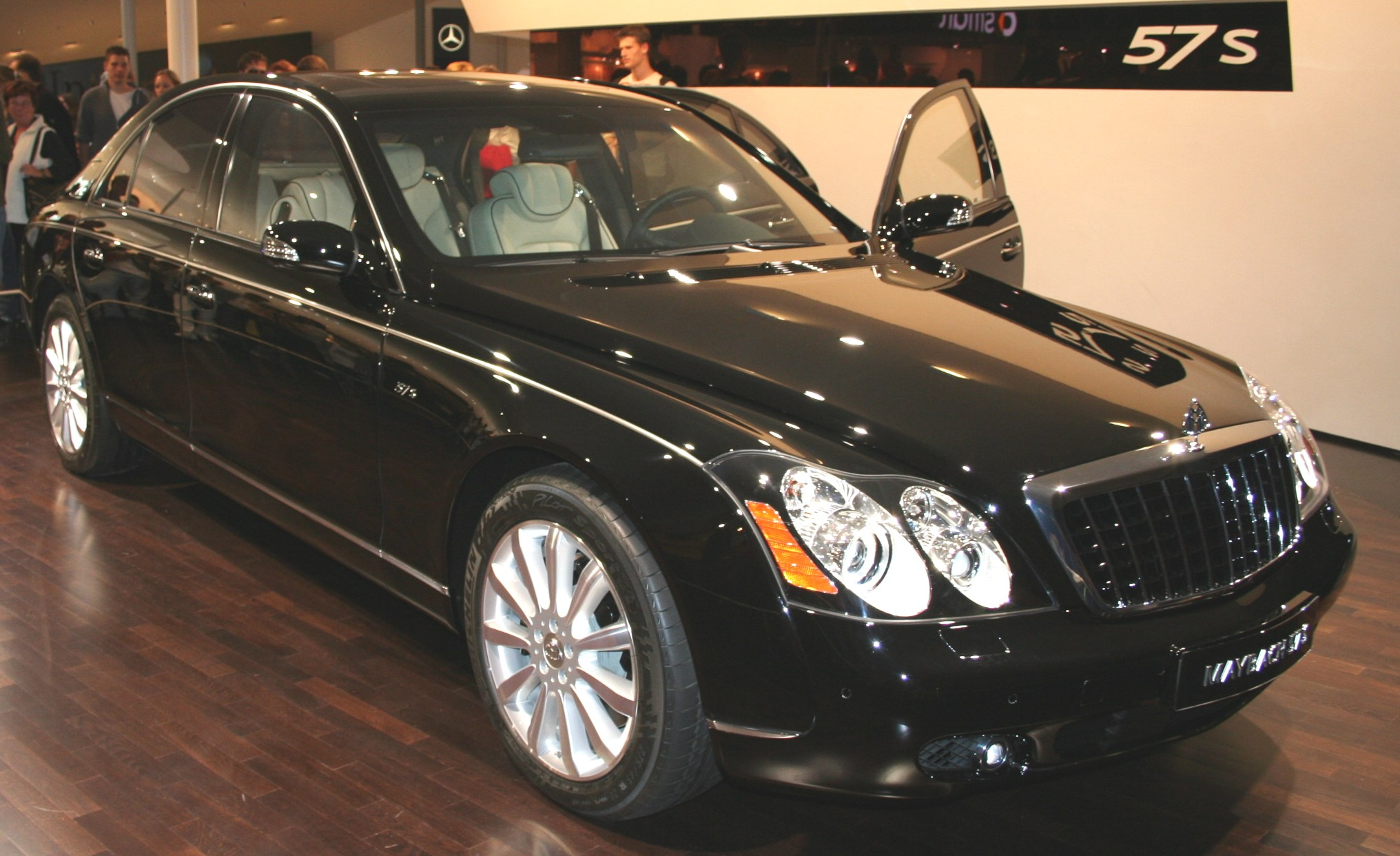
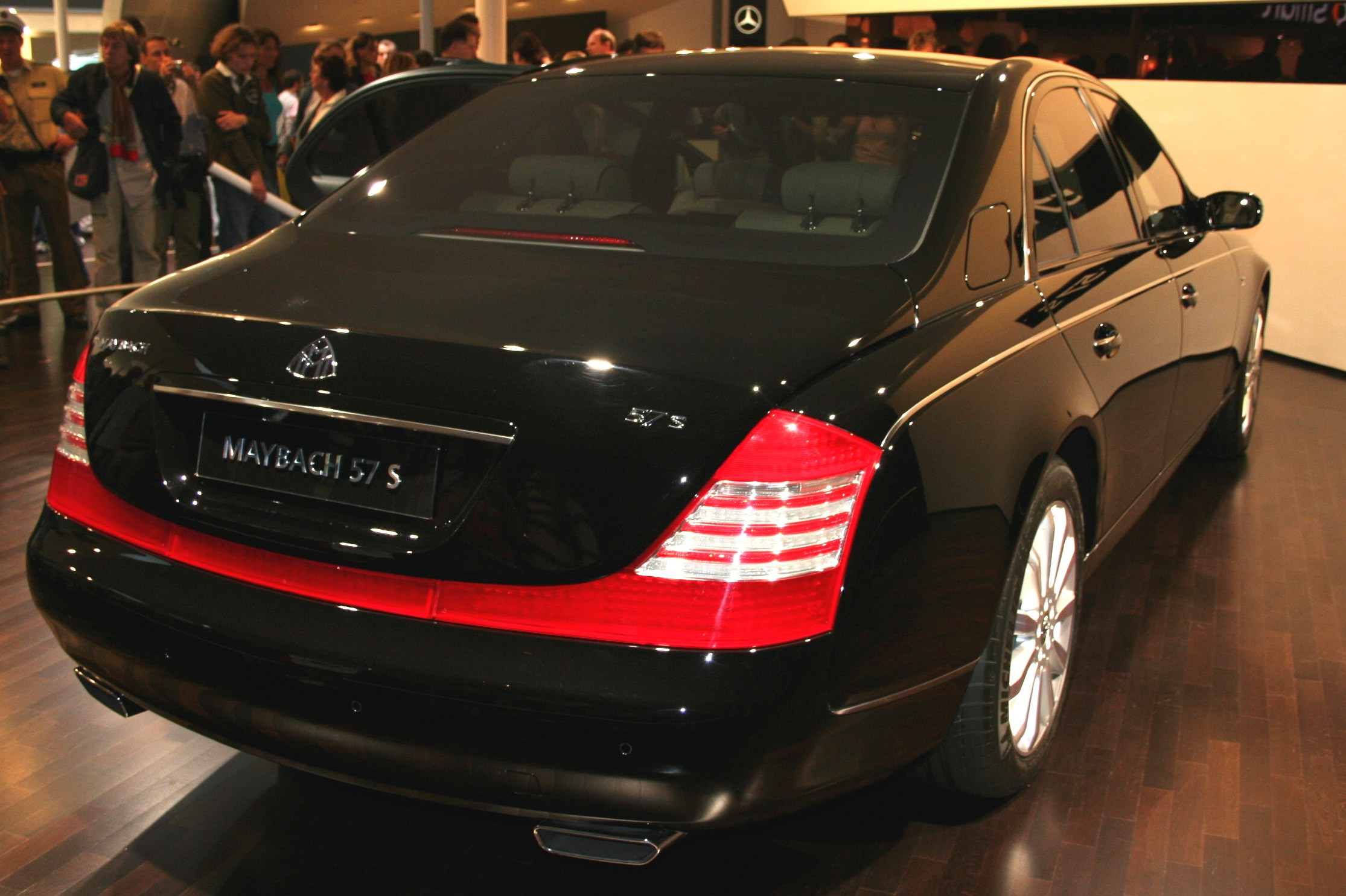
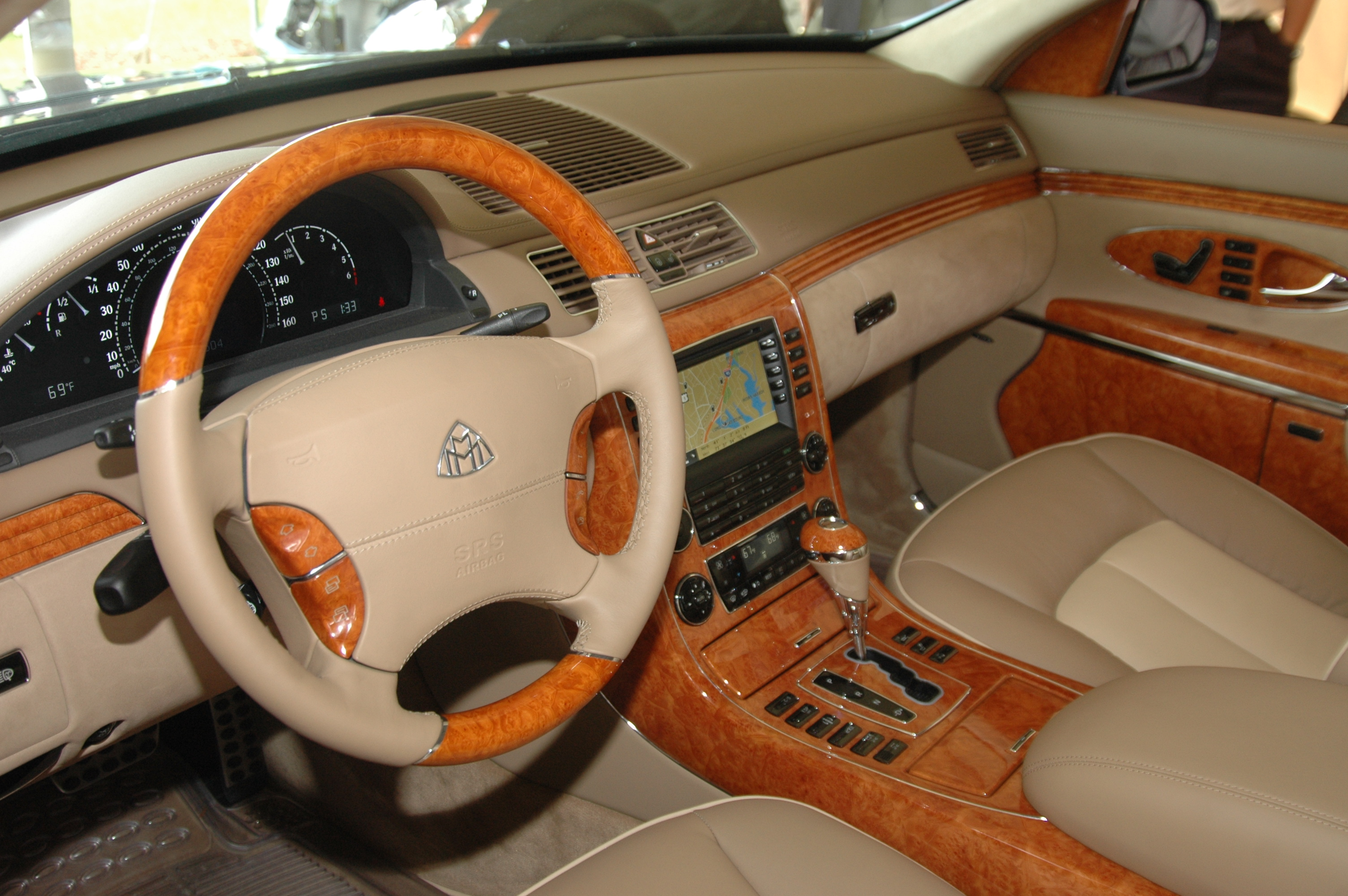
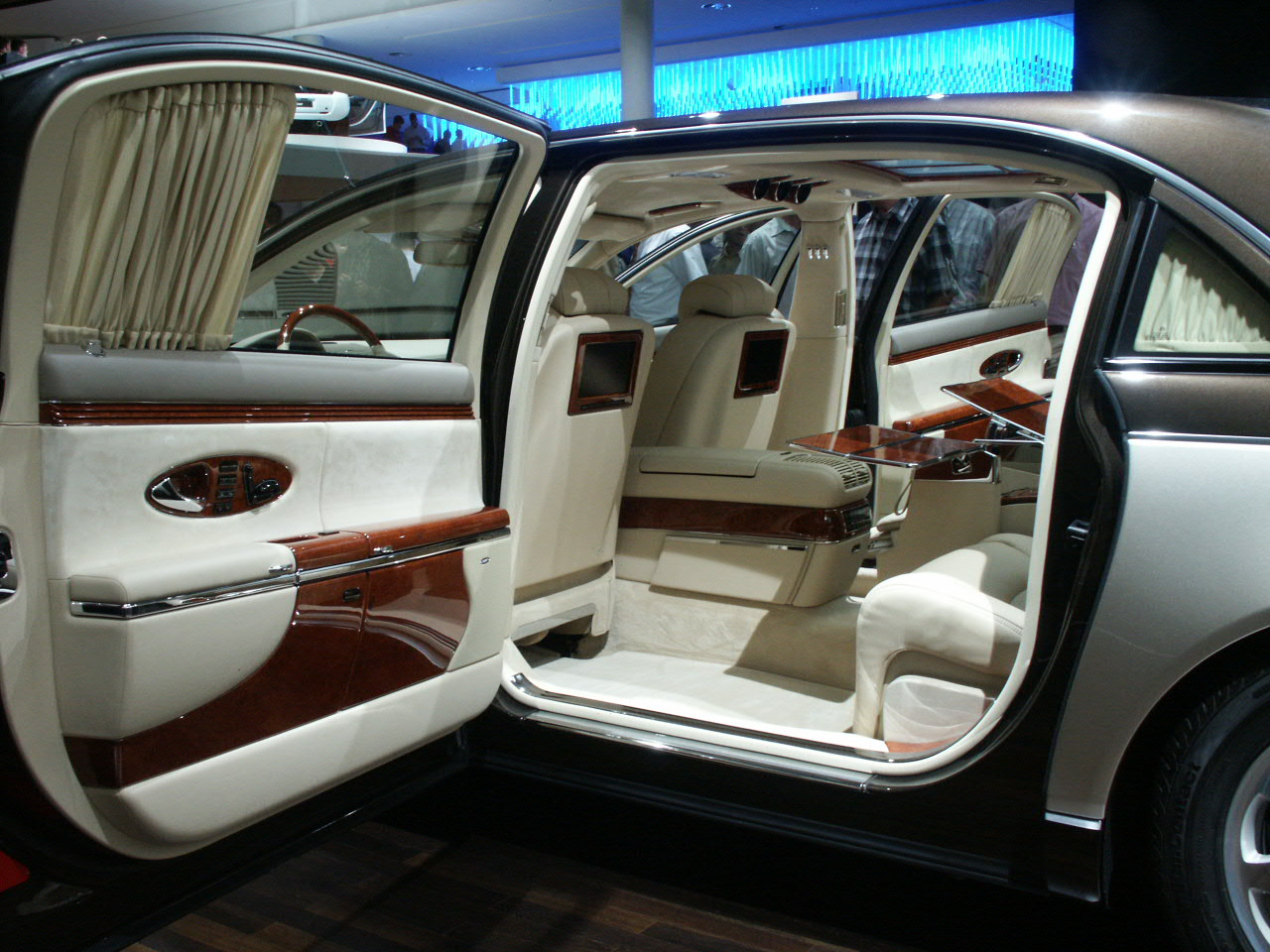

### Ártáblázat
| Maybach 57   | 335 500 $ | 170 796 £ | 251 396 € |
| Maybach 57 S | 377 000 $ | 191 923 £ | 282 492 € |
| Maybach 62   | 386 500 $ | 196 759 £ | 289 611 € |
| Maybach 62 S | 426 000 $ | 216 868 £ | 319 209 € |

2007. március 28-i árfolyamon

## Külső hivatkozások
- Hivatalos honlap
- Maybach.lap.hu
- Maybach háttérképek
- Brabus Maybach
- Bancsi Péter–Benedek Attila: Német autók. Audi, BMW, Maybach, Mercedes-Benz, Opel, Porsche, Volkswagen; Nagykönyv, Nyíregyháza, 2008